# Curgies
Curgies település Franciaországban, Nord megyében. Lakosainak száma 1351 fő (2022. január 1.). Curgies Estreux, Saultain, Sebourg, Villers-Pol, Jenlain és Préseau községekkel határos.

## Népesség
A település népességének változása:
| Lakosok száma | 1126 | 1156 | 1183 | 1218 | 1278 | 1337 | 1348 | 1347 | 1351 |
|               | 2013 | 2015 | 2016 | 2017 | 2018 | 2019 | 2020 | 2021 | 2022 |